# Sequencia
Sequencia je monotipski rod trajnica iz porodice tamjanikovki. Jedini predstavnik je kolubijski endem S. serrata u  tropskim šumama departmana Amazonas i Vaupés.

## Sinonimi
- Brocchinia serrata L.B.Sm.; Caldasia 1: No. 4, 14 (1942)